# Chase and Status
Chase and Status, stylisé Chase & Status, est un duo britannique de producteurs de musique électronique, originaire de Londres, en Angleterre. Il est composé de Saul Milton (Chase) et de Will Kennard (Status). En concert, ils sont accompagnés de MC Rage et d'Andy Gangadeen. Milton et Kennard viennent de Londres et ont formé leur duo en 2003 après s'être rencontrés à Manchester. Depuis, ils ont sorti six albums studio et ont collaboré avec des artistes tels que Plan B, Cee Lo Green, Rihanna, Example ou Tinie Tempah.

## Histoire

### Débuts (2003–2005)
Saul Milton (Chase) et Will Kennard (Status) se rencontrent une première fois à Londres via un ami commun, mais se rapprochent plus sérieusement lorsqu'ils sont tous deux étudiants à Manchester. Will étudie l'Histoire de l'Art à l'université de Manchester, tandis que Saul étudie l'anglais et les sciences humaines à l'Université métropolitaine de Manchester. Will décide d'abandonner ses études pour se lancer dans une carrière musicale. Quant à Saul, il parvient à obtenir son diplôme avec distinction, malgré tout le temps qu'il consacre à la musique.

### More than Alot(2006–2009)
Trois singles de Chase and Status atteignent la première place du UK Dance Chart entre 2007 et 2009 : tout d'abord Hurt You / Sell Me Your Soul en 2007 puis Take Me Away / Judgement (Informer) en 2008 ; enfin, le 5 octobre 2008, ils atteignent la 70e place du UK Singles Chart avec leur single Pieces, sur lequel le chanteur Plan B prête sa voix. En 2009, ils se placent en 45e position avec Against All Odds, en featuring avec le rappeur britannique Kano.

### No More Idols(2009–2011)
En novembre 2009, Chase and Status font leur entrée dans le top 40 du UK Singles Chart pour la première fois avec leur titre End Credits, nouvelle collaboration avec Plan B.
Le deuxième single de l'album No More Idols est Let You Go. Le troisième est Hypest Hype, avec Tempa T. Le quatrième est Blind Faith, en collaboration avec le chanteur Liam Bailey. Les autres singles sont : Time (featuring Delilah), Hitz (featuring Tinie Tempah) et Flashing Lights (avec Sub Focus featuring Takura). L'album contient également le titre Heavy, avec Dizzee Rascal. L'album devient numéro 2 des ventes au UK Albums Chart et est certifié disque d'or dès la première semaine de sa sortie.

### Brand New Machine(2012–2015)
Ce troisième album, sorti le 7 octobre 2013, est plus sombre que les deux précédents. Bien qu'ils aient travaillé sur leur quatrième album, ils sortent un EP de grime le 4 décembre 2015, intitulé London Bars.

### Tribe(depuis 2016)

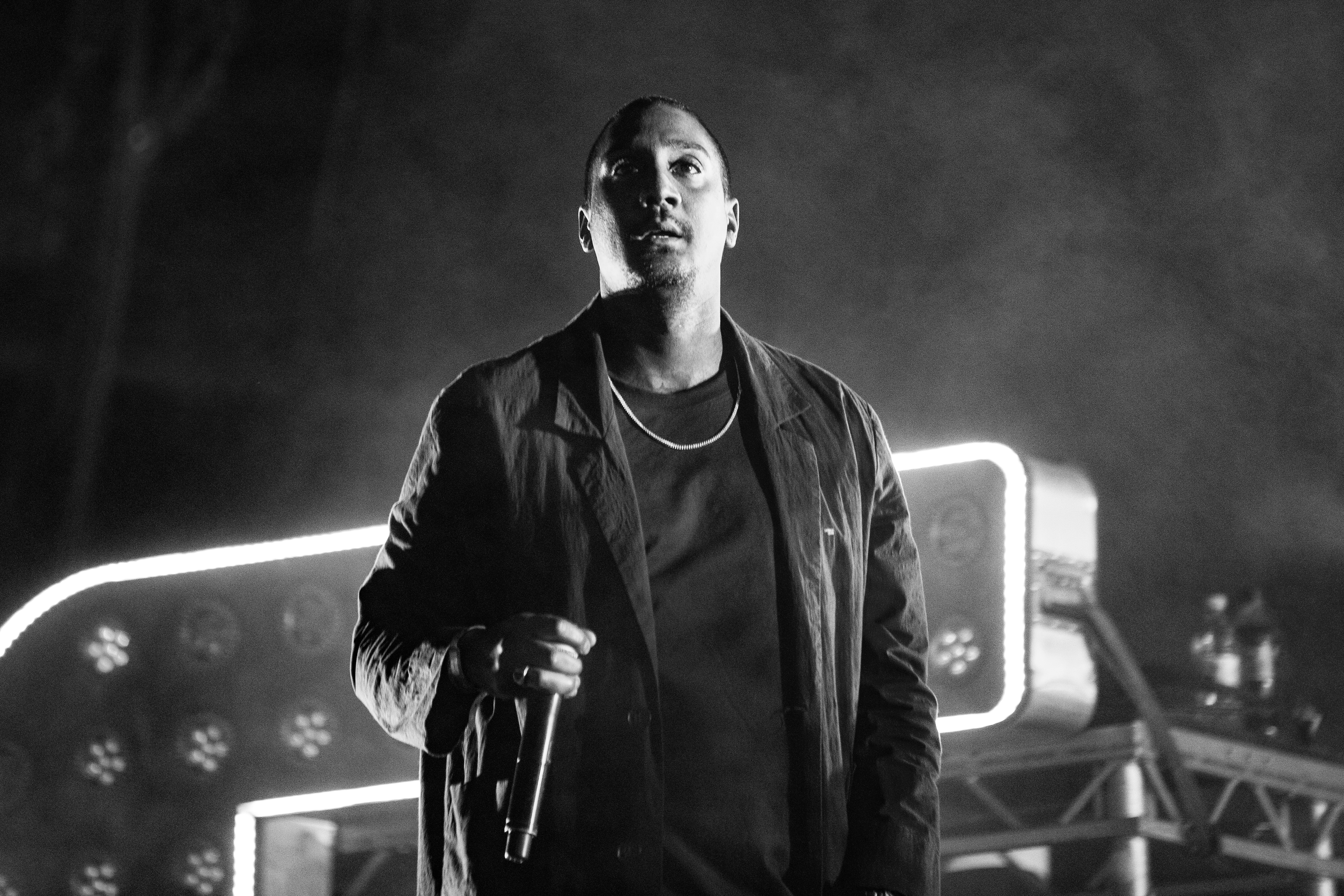
MC Rage, SonneMondSterne 2018.

Le duo sort son quatrième album studio Tribe le 18 août 2017 comprenant des collaborations avec Craig David, Emeli Sandé, Shy FX et Slaves. L’album est beaucoup plus orienté drum and bass que son prédécesseur, Brand New Machine. Ils reprennent dans cet album des sonorités qui avaient fait leur succès à leur début tout en expérimentant avec d’autres styles musicaux tels l’UK garage avec leur single Reload avec Craig David ou encore le rock électronique avec leur titre Control avec le groupe de punk rock britannique Slaves.

## MTA Records
En 2008, Chase and Status créent le label indépendant More Than Alot Records (MTA Records), spécialisé en musique « exceptionnelle ».

## Membres

### Membres actuels
- Saul Milton (Chase) – claviers, programmation, DJ, guitare
- Will Kennard (Status) - claviers, programmation, DJ

### Musiciens live
- Rage – MC (depuis 2009)
- Andy Gangadeen – batterie (depuis 2008)

## Discographie

### Albums studio
2019 : Rtrn II Jungle
2022 : What Came Before
2023 : 2 RUFF, Vol. 1

### EP
2005 : Ten Tonne
2006 : The Druids
2015 : London Bars